# Franciszek Hynek
Franciszek Hynek (ur. 1 grudnia 1897 w Krakowie, zm. 8 września 1958 w Szatarpach) – major pilot balonowy Wojska Polskiego, dwukrotny zdobywca Pucharu Gordona Bennetta.

## Życiorys
Był synem Walerego Hynka (zm. 1931). Absolwent seminarium nauczycielskiego. W czasie I wojny światowej służył na frontach wschodnim i włoskim jako żołnierz Legionów Polskich oraz Cesarskiej i Królewskiej Armii. Po zakończeniu działań wojennych ukończył Wielkopolską Szkołę Podchorążych Piechoty w Bydgoszczy z 47. lokatą, a następnie Oficerską Szkołę Aerostatyczną w Toruniu z 11. lokatą. W 1923 pełnił służbę w V batalionie balonowym w Brześciu nad Bugiem.
W 1928 jako pilot balonu „Lwów”, uczestniczył w Krajowych Zawodach Balonów Wolnych o Puchar im. płk. Aleksandra Wańkowicza, gdzie zdobył najwyższą lokatę.
Załoga Franciszek Hynek i nawigator Zbigniew Burzyński była jedną z dwóch wyznaczonych do pierwszego w historii reprezentowania Polski na najbardziej prestiżowych balonowych zawodach świata o Puchar Gordona Bennetta odbywających się w 1932 w Szwajcarii. Hynek i Burzyński zajęli wtedy szóste miejsce, a druga polska ekipa Władysław Pomaski i Antoni Janusz – miejsce czwarte.
Wraz ze Zbigniewem Burzyńskim reprezentował Polskę po raz kolejny w XXI Pucharze Gordona Bennetta w 1933 w Stanach Zjednoczonych. Polacy balonem SP-ADS „Kościuszko” przelecieli odległość 1370 km od miejsca startu w Chicago, utrzymując się powietrzu przez 39 h i 32 min. Ustanowili tym samym rekord międzynarodowy i zostali zdobywcami trofeum. W ojczyźnie Hynek został wyróżniony za swój wyczyn Krzyżem Kawalerskim Orderu Odrodzenia Polski.
W 1934 Hynek znowu reprezentował Polskę w zawodach XXII Pucharu Gordona Bennetta, tym razem odbywających się w Warszawie. Nawigatorem lotu był tym razem Władysław Pomaski, a polska załoga pobiła zarówno Polski, jak i swój własny rekord długości trwania lotu z poprzednich zawodów. Balon SP-ADS „Kościuszko” wylądował po 44-godzinnym locie w miejscowości Anna koło Woroneża w ZSRR, pokonując odległość 1340 km. Hynek po raz drugi został zdobywcą pucharu, a dwie pozostałe polskie załogi zajęły odpowiednio miejsca drugie i czwarte.
Franciszek Hynek startował również w XXIII zawodach Pucharu Gordona Bennetta w 1935 w Warszawie, gdzie z Władysławem Pomaskim zajął 5. miejsce, w zawodach z 1936 odbywających się kolejny raz w Warszawie, gdzie z Franciszkiem Janikiem również zajął 5. miejsce, oraz w 1937 w Brukseli, gdzie w tym samym składzie co poprzednio zajął znowu 5. miejsce.
W latach 1926–1939 pełnił służbę w 2 batalionie balonowym w Legionowie. Po wybuchu II wojny światowej pełnił funkcję komendanta zorganizowanego w ramach Organizacji Wojskowej „Wilki” – pułku Warszawa–Północ. Był członkiem ZWZ i AK. W połowie 1942 powierzono mu funkcję komendanta Bazy Lotniczej „Łużyce”. Został aresztowany przez Niemców 19 maja 1944 i osadzony na Pawiaku, a po 8 tygodniach odesłany do obozu koncentracyjnego w Groß-Rosen. Później przebywał jeszcze w obozach Fünfteichen, Dora i Bergen-Belsen.
Po wojnie zajmował się popularyzacją lotnictwa w Polsce. W rocznicę Święta Lotnictwa 7 września 1958 major Hynek podjął się przewiezienia na pokładzie balonu SP BZB „Poznań” listów opatrzonych okolicznościowym datownikiem. Balon wyleciał o godzinie 18.20 z gnieźnieńskiego Rynku. Ostatni wpis w dzienniku pokładowym pochodzi z godziny 20.00, wtedy balon znajdował się nad Żninem. Tuż po północy balon zahaczył o linię wysokiego napięcia przechodzącą przez las. Doszło do zapalenia powłoki balonu i eksplozji. Hynek zginął w wyniku katastrofy we wsi Szatarpy, a jego ciało odnalazł nad ranem rolnik Alfons Dysarz.
Pochowany 12 września 1958 na Cmentarzu Wojskowym na Powązkach w Warszawie (kwatera B II 28-1-14). Pośmiertnie został awansowany do stopnia podpułkownika i odznaczony Krzyżem Oficerskim Orderu Odrodzenia Polski za wybitne zasługi na polu lotnictwa sportowego.

## Awanse
- starszy szeregowiec – 10 lutego 1917,
- kapral – 20 grudnia 1918,
- sierżant – 9 stycznia 1919,
- podchorąży – 1 listopada 1921,
- podporucznik – 14 kwietnia 1922, awans z dniem 1 marca 1922,
- porucznik – 16 listopada 1923, awans z dniem 1 listopada 1923, starszeństwo z dniem 1 czerwca 1921,
- kapitan – 12 marca 1933, awans z dniem 1 stycznia 1933,
- major – ze starszeństwem z dniem 19 marca 1939 i 4. lokatą w korpusie oficerów lotnictwa, grupa liniowa[7],
- podpułkownik[8] – 8 maja 1959 (pośmiertnie).

## Ordery i odznaczenia

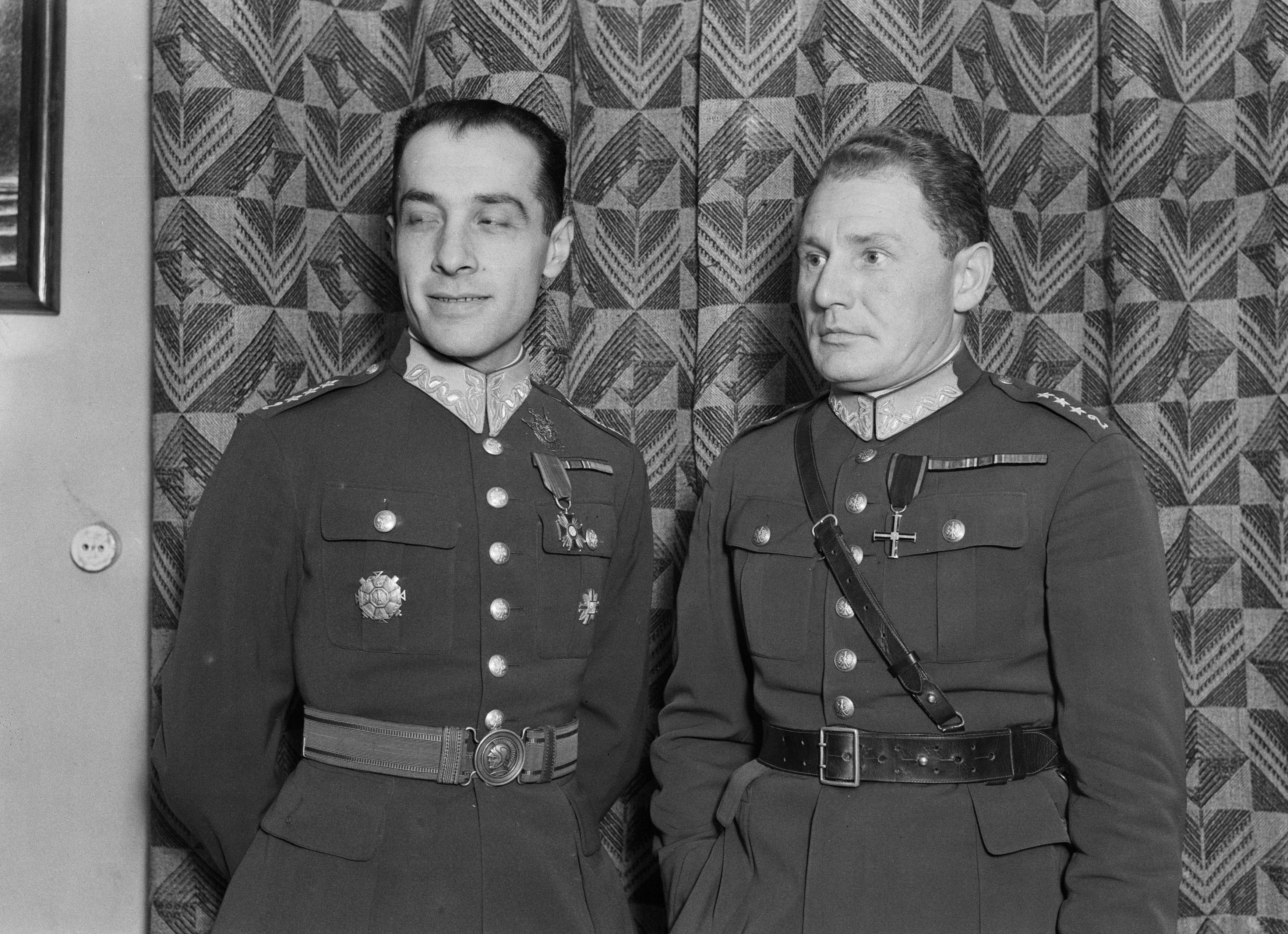
Z lewej Zbigniew Burzyński, po prawej Franciszek Hynek

- Krzyż Niepodległości (13 kwietnia 1931)[9]
- Krzyż Oficerski Orderu Odrodzenia Polski (pośmiertnie)[10]
- Krzyż Kawalerski Orderu Odrodzenia Polski (11 listopada 1934)[11][12]
- Krzyż Walecznych
- Złoty Krzyż Zasługi (9 października 1933)[13]
- Medal Pamiątkowy za Wojnę 1918–1921[14]
- Medal Dziesięciolecia Odzyskanej Niepodległości[14]
- Złota Odznaka Honorowa Ligi Obrony Powietrznej i Przeciwgazowej I stopnia[15]
- Odznaka Pamiątkowa I Brygady Legionów Polskich „Za wierną służbę”

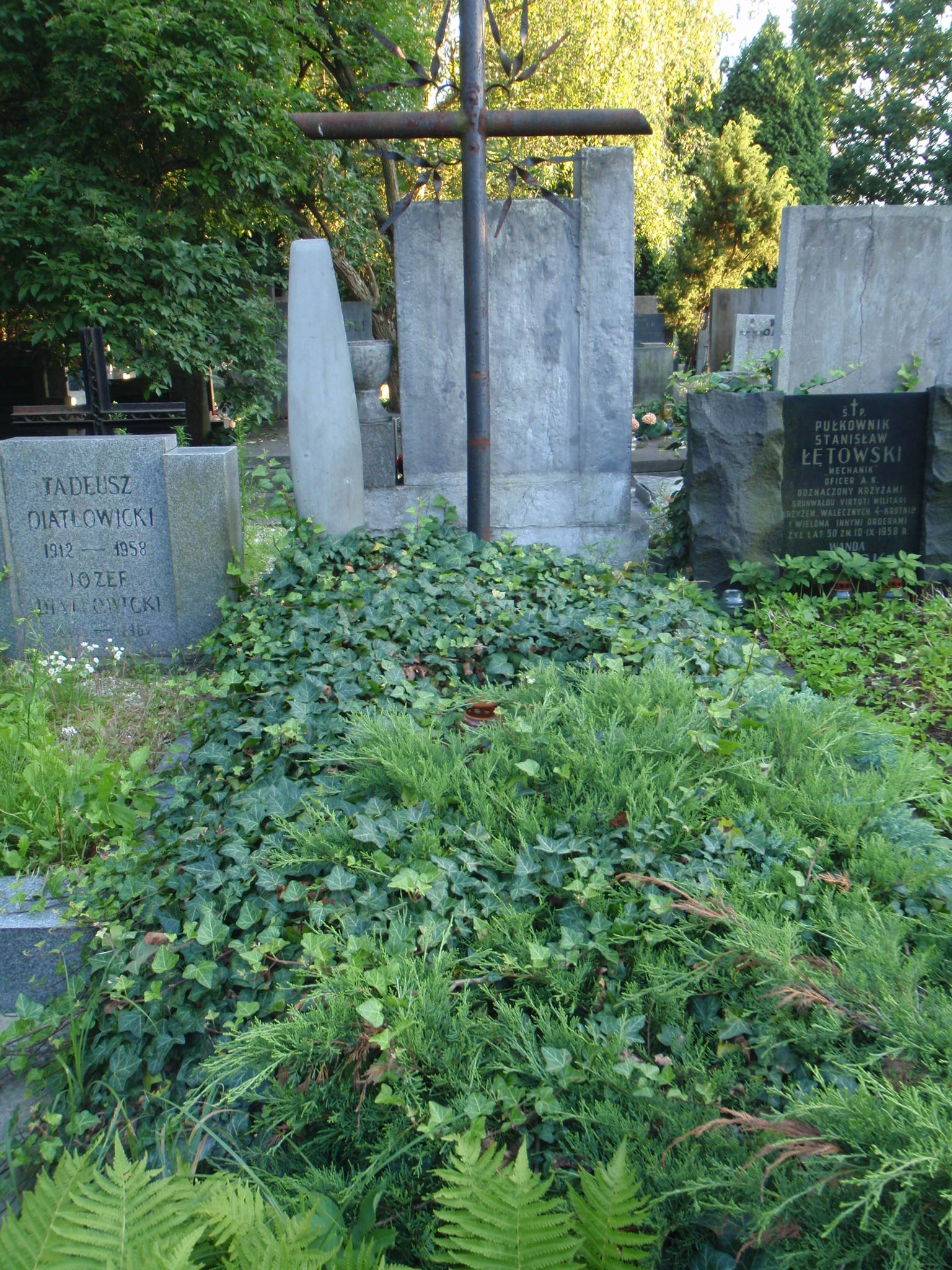
Grób Franciszka Hynka na Powązkach Wojskowych w Warszawie

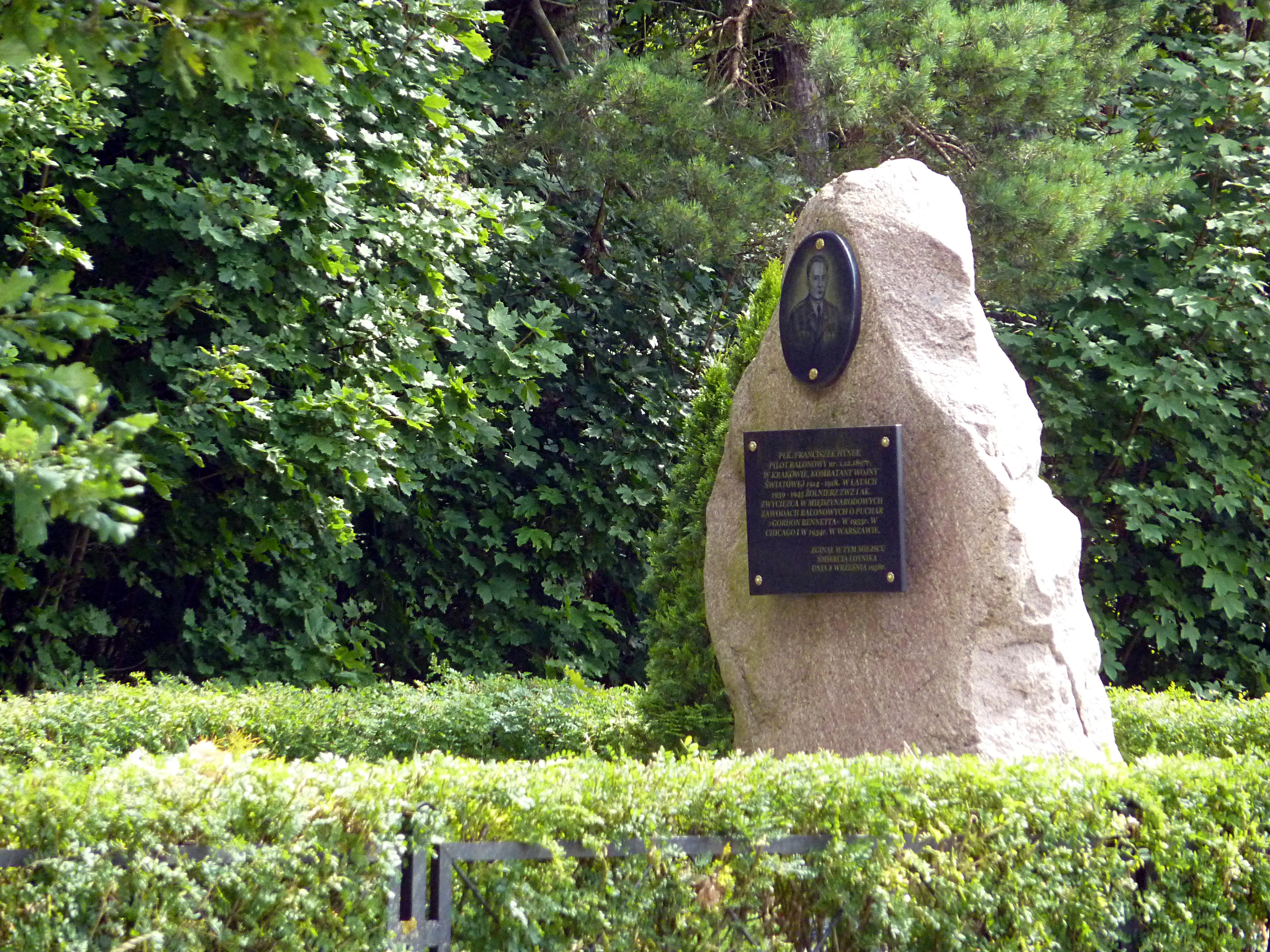
Pomnik w Szatarpach

## Upamiętnienie
W miejscu śmierci lotnika, z inicjatywy Gdańskiego Aeroklubu i lokalnej społeczności, odsłonięto w 1969 pomnik upamiętniający najwybitniejszego polskiego baloniarza. Imię ppłk. Hynka otrzymała również w tym samym roku szkoła podstawowa w Szatarpach, imieniem pilota uhonorowano ulice w: Gdańsku (oraz osiedle), Grodzisku Mazowieckim, Krakowie, Mielcu, Poznaniu, Warszawie, Wrocławiu, Legionowie, na wrocławskim Gądowie, w Witkowie koło Gniezna oraz stadion żużlowy w Gnieźnie. Trzykrotnie w latach 1960–1962 rozgrywano Krajowe Zawody Balonowe o nagrodę im. płk. Franciszka Hynka.